# استان کونسپسیون (پرو)
استان کونسپسیون (به اسپانیایی: Provincia de Concepción) یک استان در پرو است که در منطقه خونین واقع شده‌است. استان کونسپسیون ۳٬۰۶۷٫۵۲ کیلومتر مربع مساحت و ۵۵٬۵۹۱ نفر جمعیت دارد.